# Pegel Mainz

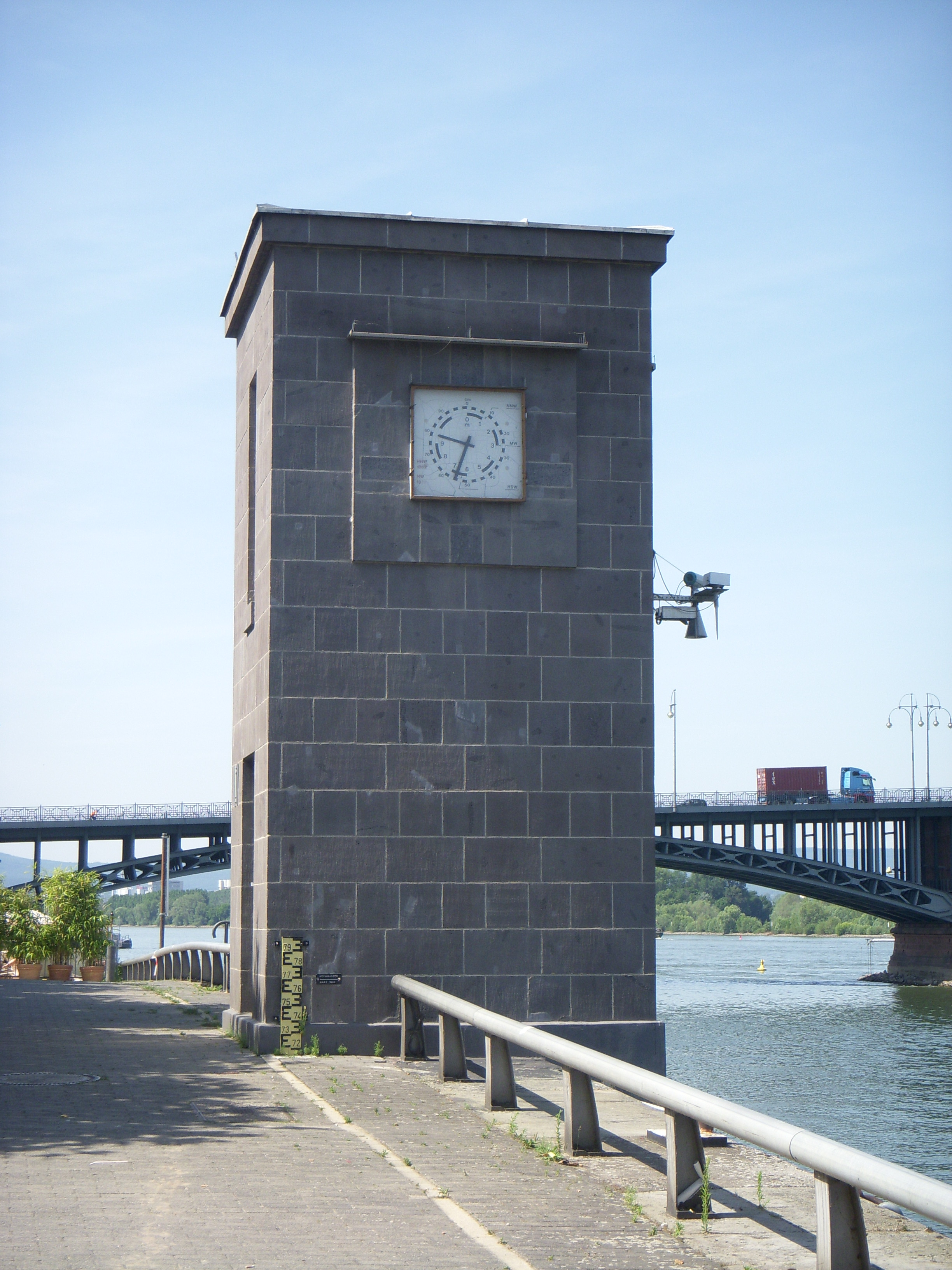
Rheinpegel Mainz mit Pegeluhr

Der Pegel Mainz ist einer der wichtigen Messpegel für Rheinschifffahrt, Anwohner und flussabwärts gelegene Ufergebiete am Rhein.
Er befindet sich bei Rheinkilometer 498,3 auf dem linken Rheinufer in der Mainzer Altstadt, etwa 200 m stromaufwärts der Mainzer Theodor-Heuss-Brücke. Betreiber ist das Wasser- und Schifffahrtsamt Bingen.

## Beschreibung
Der Pegel Mainz besteht aus einem Schreibpegel, einer digitalen Wasserstandsanzeige, einer analogen Pegeluhr, einer zweiteiligen Pegellatte sowie einem Messwertansagegerät.
Die Pegellatte reicht mit ihrem unteren Teil bis zu einem Wasserstand von 7,20 m und mit ihrem oberen Teil bis 8,00 m.
Die Pegeluhr besteht wie eine normale Uhr aus zwei Zeigern, wobei der kleine Zeiger in einer 10er-Unterteilung die Meter und der große Zeiger in einer 100er-Unterteilung die Zentimeter anzeigt. In der Abbildung ergibt dies einen Pegelstand von 3,68 m. Die Anzeige war jahrelang gestört und außer Betrieb, daher wurde die Pegeluhr 2013 durch ein neues Exemplar ersetzt. Bei der bisherigen Ausführung zeigte der kleine Zeiger, wie bei einer normalen Uhr, die Meter in einer 12er-Unterteilung an.

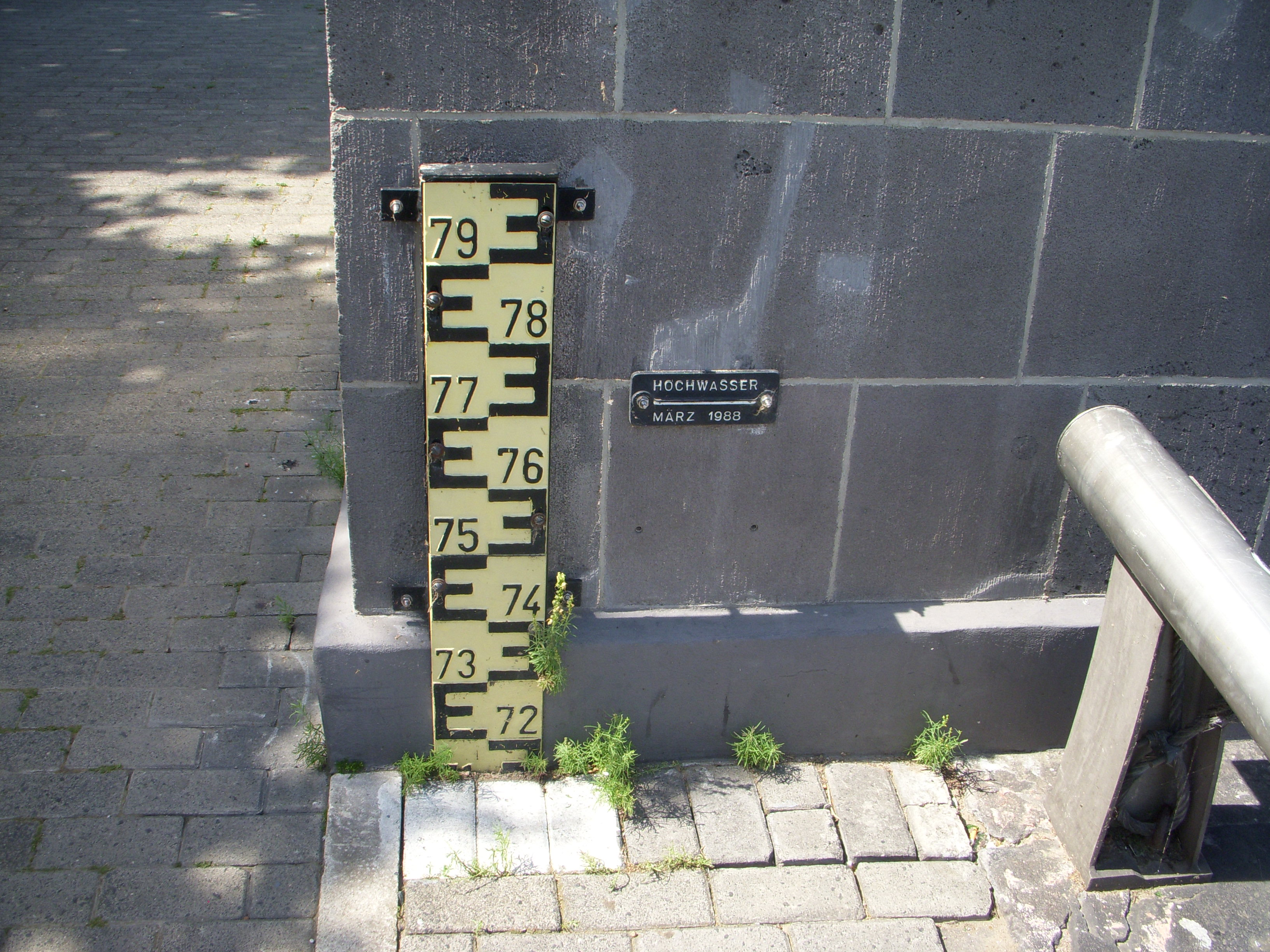
Obere Pegellatte mit Hochwassermarkierung März 1988
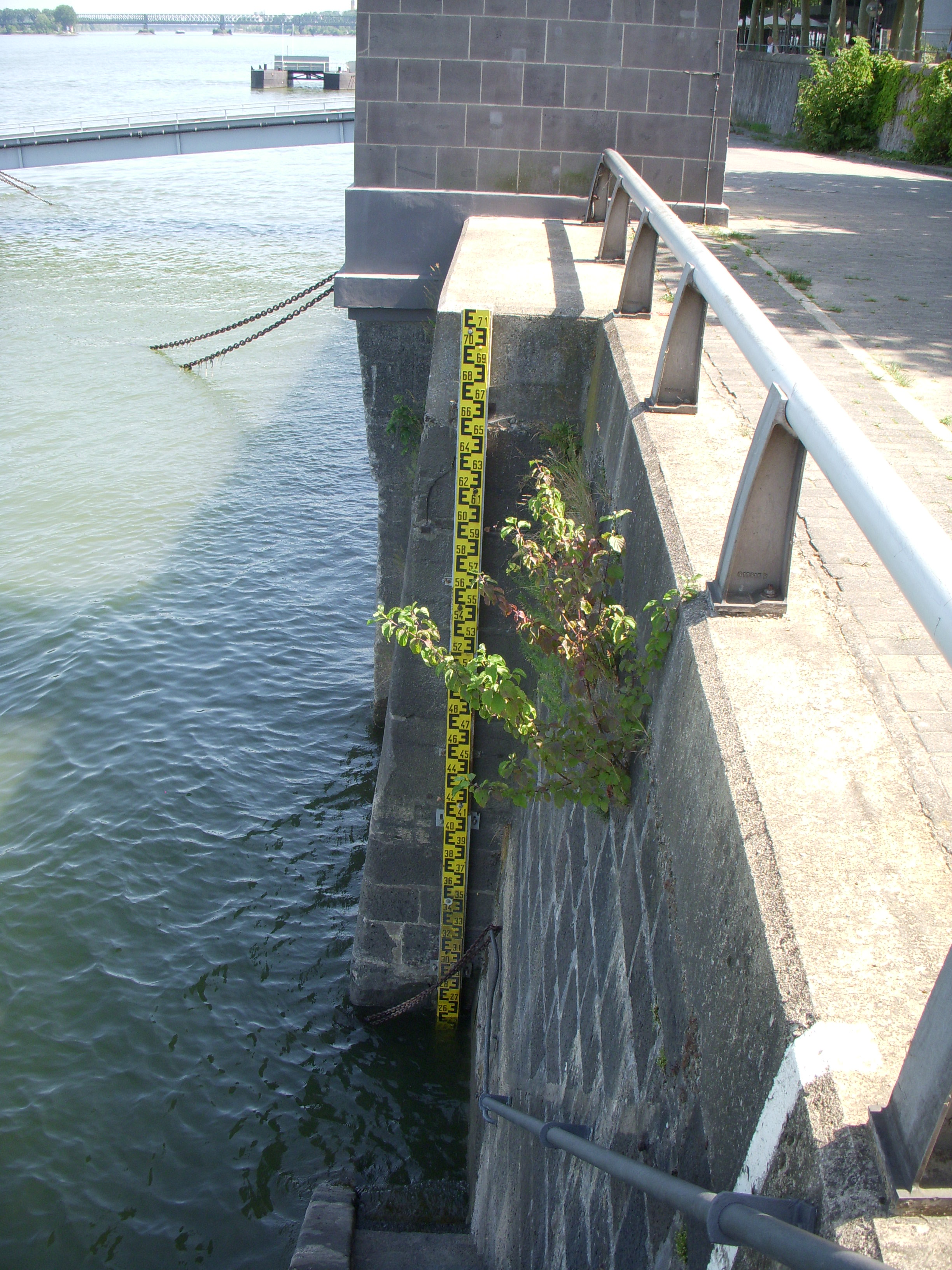
Untere Pegellatte
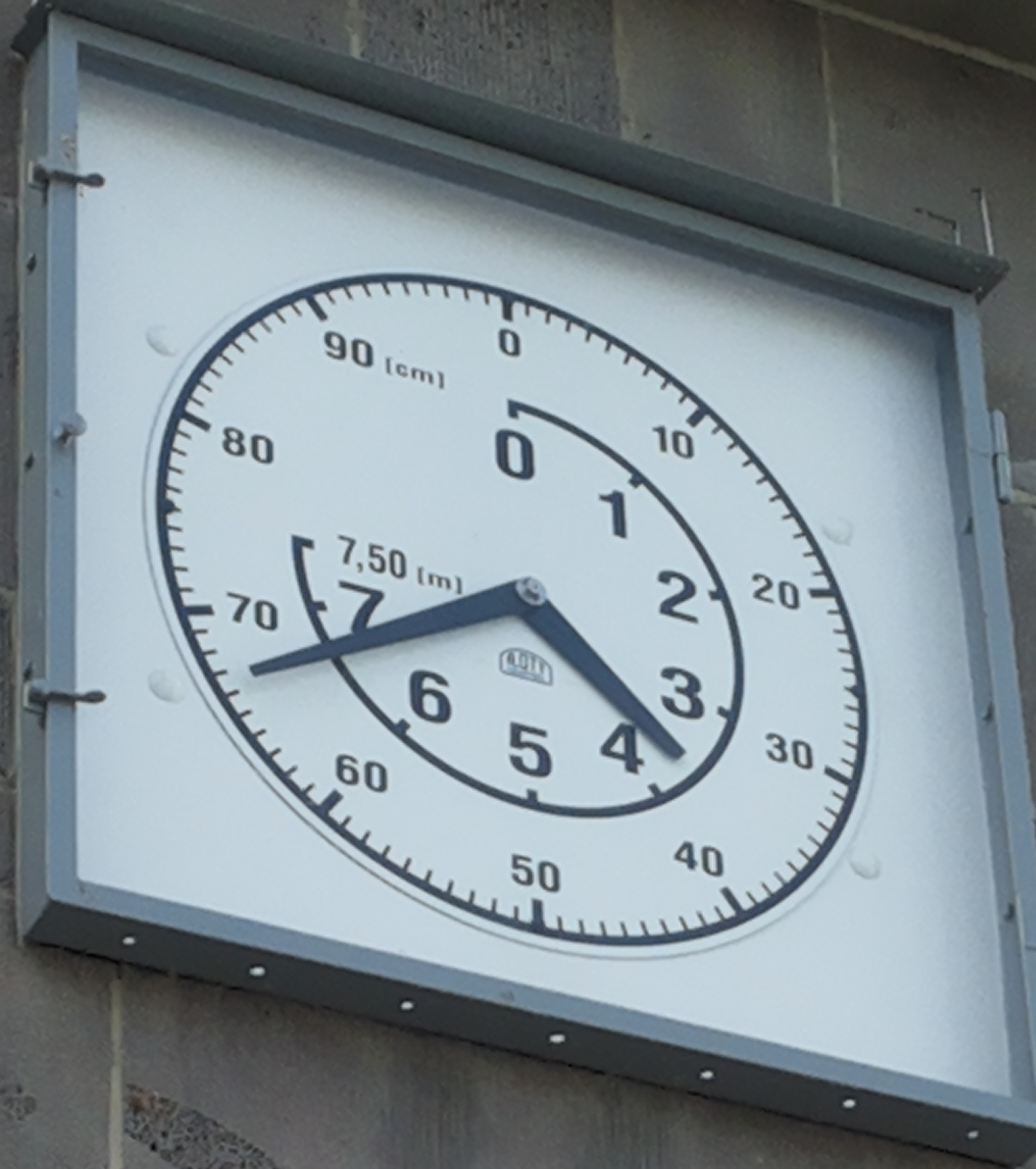
Analoge Anzeige (Pegeluhr)

Die Messwerte werden an das Wasser- und Schifffahrtsamt Bingen, die Wasser- und Schifffahrtsdirektion Südwest und die Bundesanstalt für Gewässerkunde (BfG) in Koblenz übertragen und sind über ELWIS abrufbar. Zudem gibt es eine automatisierte telefonische Ansage, über die sich interessierte Personen jederzeit Auskunft über Pegelstand und Tendenz einholen können. Diese Pegelansage ist unter Telefon 06131 19429 abrufbar.

## Geschichte
1797 wurde der Erfelder Pegel errichtet. Dieser „Urpegel“ ist damit der älteste Pegel zwischen Mannheim und Bingen und war die Grundlage für weitere Pegel in Gernsheim und Lampertheim (beide 1803), Ginsheim (1808), Oppenheim und Mainz (1818), Koblenz (1819), Worms (1819) und Bingen (1829).
Die wichtigsten Schifffahrtspegel am Rhein sind: Konstanz, Rheinfelden, Basel-Rheinhalle, Iffezheim, Maxau, Speyer, Mannheim, Worms, Mainz, Oestrich, Bingen, Kaub, Koblenz, Andernach, Oberwinter, Bonn, Köln, Düsseldorf, Duisburg-Ruhrort, Wesel, Rees, Emmerich am Rhein, Lobith, Pannerdense Kop, IJsselkop, Nijmegen Hafen, Tiel, Zaltbommel, Vuren, Krimpen, Dordrecht und Rotterdam.

## Hochwasser und Niedrigwasser
Der Nullpunkt des Mainzer Rheinpegels liegt bei 78,38  m über Normalhöhennull (NHN). Ein Wasserstand von 0,00 m bedeutet nicht, dass der Rhein an dieser Stelle kein Wasser mehr führen würde. Vielmehr ist dieser Punkt so gewählt, dass sich bei Pegelstand 0,00 m keine negativen Wasserstände ergeben können. Der tatsächlich niedrigst mögliche Wasserstand liegt ungefähr 40 cm tiefer.

### Gleichwertiger Wasserstand
Der Gleichwertige Wasserstand (GlW) ist der Wasserstand, der bei als gleichwertig festgelegten Abflüssen längs des Rheins auftritt. Er stellt einen Niedrigwasserstand dar, der an durchschnittlich 20 Tagen im Jahr an dem jeweiligen Messpunkt unterschritten wird. Wegen der natürlichen Strombettveränderungen (Erosionen) wird der GlW immer wieder neu festgelegt. Für den Pegel Mainz gilt der GlW 01.01.2023 von 171 cm. Dies bedeutet, dass an durchschnittlich 345 Tagen im Jahr der Pegelstand von 171 cm nicht unterschritten wird und dass damit in der Fahrrinne eine Tiefe von 210 cm gewährleistet ist.
Das Mittel der niedrigsten Werte der Wasserstände in den Jahren 2000 bis 2009 lag bei einem Pegelstand von 1,83 m. Der Mittelwert aller Wasserstände in diesem Zeitraum betrug 3,04 m.

### Hochwassermarke I

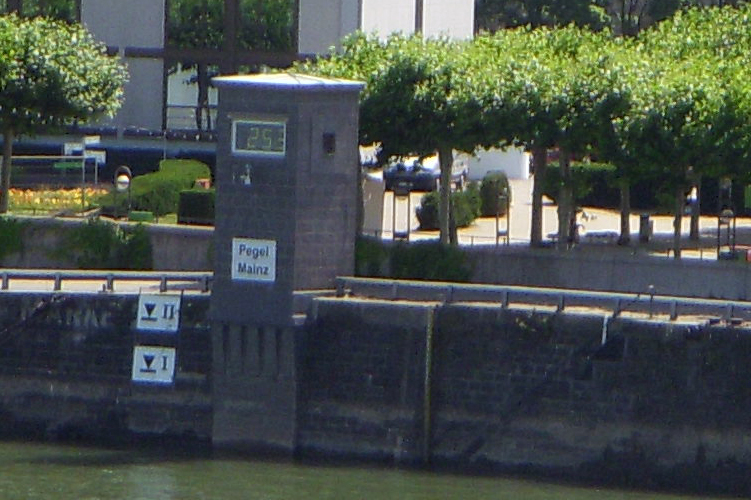
Rheinpegel Mainz mit digitaler Wasserstandsanzeige. Links davon die Hochwassermarken I und II

Die Hochwassermarke I ist in Mainz bei einem Pegelstand von 4,75 m erreicht. Hochwassermarke I bedeutet laut Rheinschifffahrtspolizeiverordnung (RheinSchPV), dass sich alle (ausgenommen nicht maschinengetriebene) Wasserfahrzeuge bei der Talfahrt möglichst in Fahrwassermitte und in der Bergfahrt im mittleren Drittel der Strombreite zu halten haben. Sog und Wellenschlag sind zu vermeiden; auf jeden Fall darf die Höchstgeschwindigkeit, gemessen am Ufer, 20 km/h nicht überschreiten.  Darüber hinaus gibt es noch weitere Vorschriften, die zusätzlich beachtet werden müssen.
Der Mittelwert der höchsten Wasserstände von 2000 bis 2009 betrug 5,58 m.

### Hochwassermarke II
Ein Wasserstand von 6,30 m entspricht der Hochwassermarke II. Beim Erreichen und Überschreiten dieser Marke wird die Schifffahrt total eingestellt.
Der dafür und für die Hochwassermarke I relevante Flussabschnitt reicht von Gernsheim bis Eltville.

## Historische Wasserstände

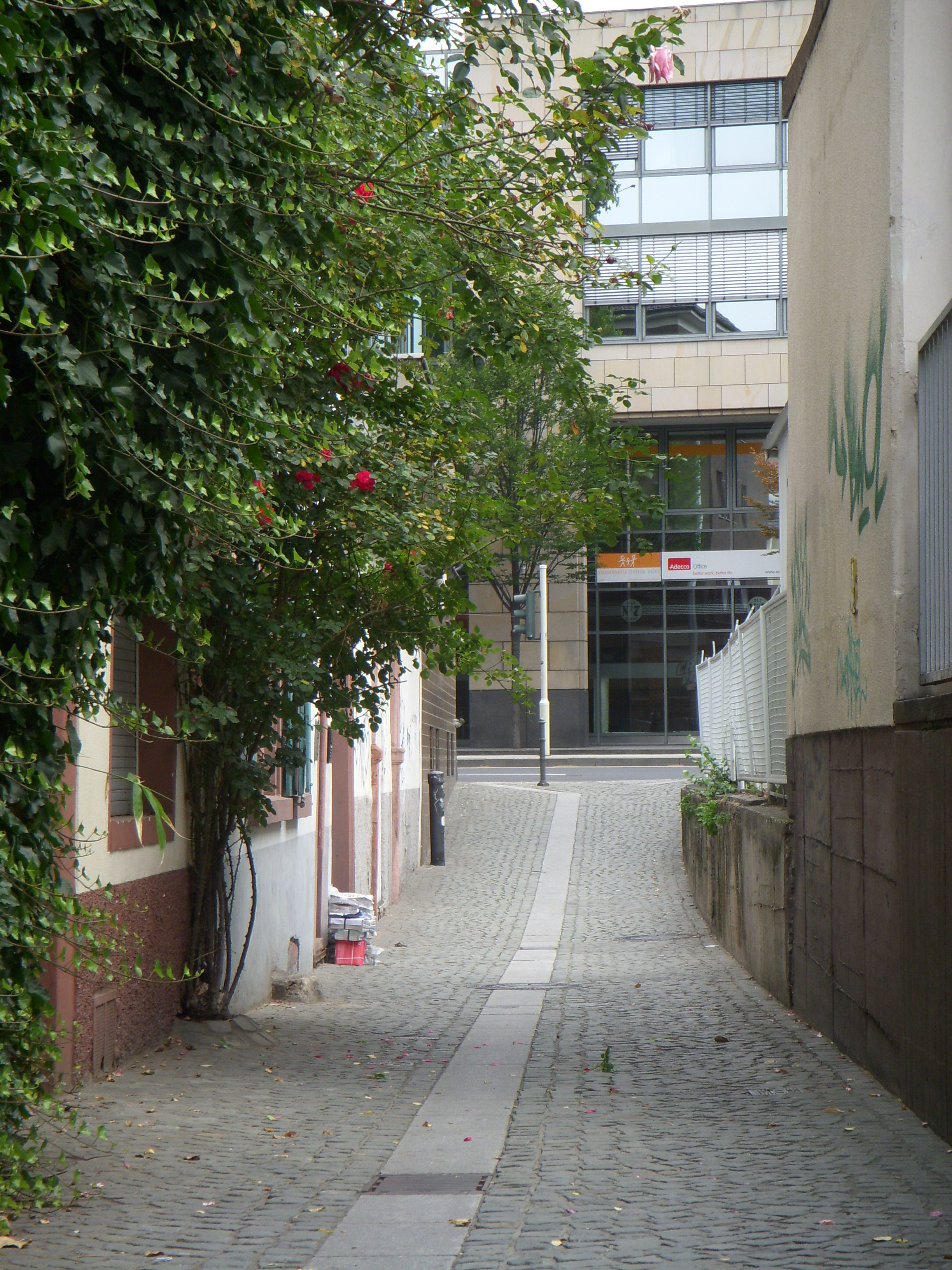
Haenleingässchen, Richtung Rheinstraße

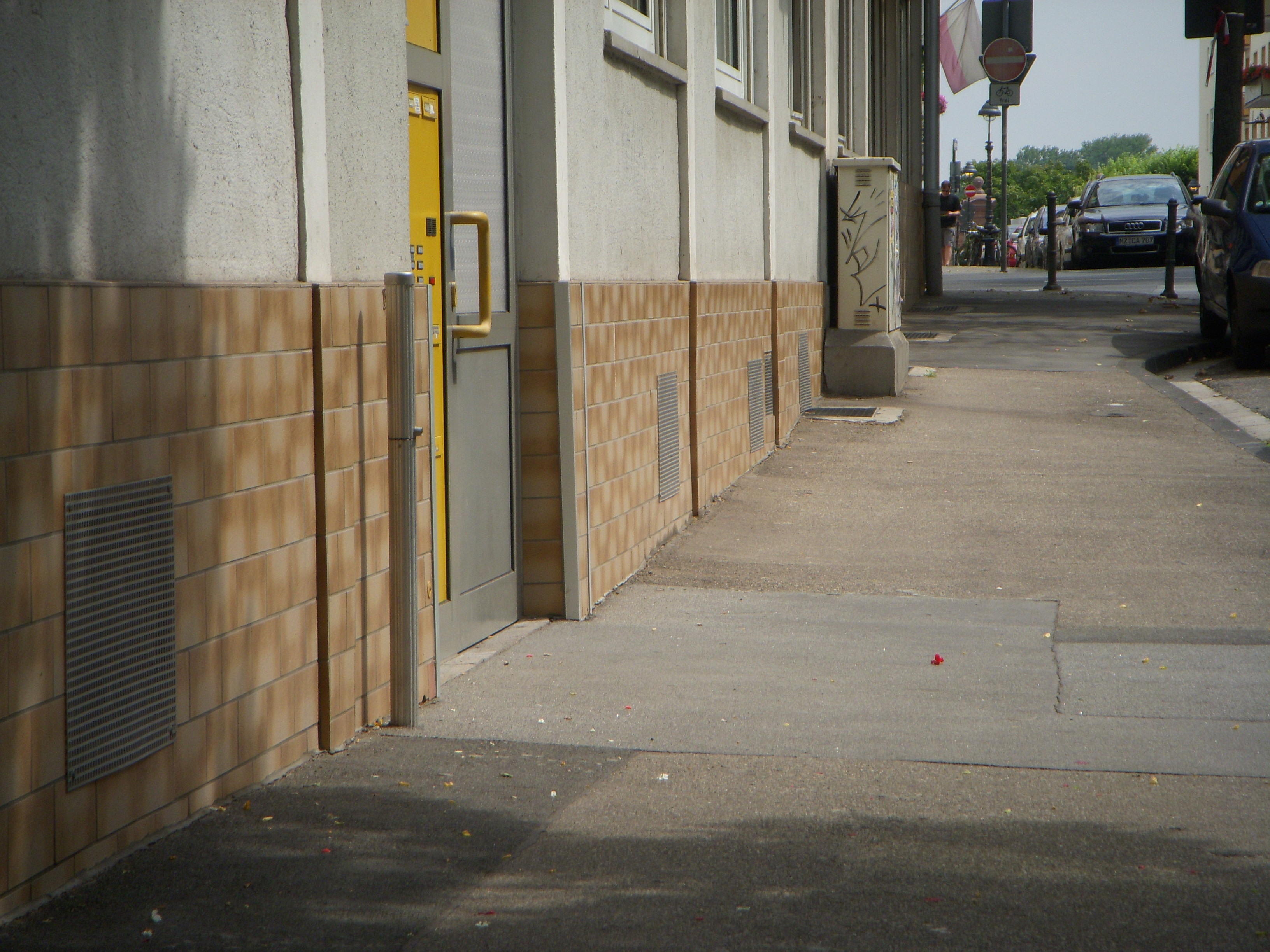
Weintorstraße, Richtung Rheinstraße

Vor der Aufschüttung des Lauterenviertels waren die in der Nähe des Ufers gelegenen Teile der Stadt Mainz den Rheinhochwassern fast ungeschützt ausgeliefert. Das damalige Niveau lässt sich heute noch in einigen Straßen der Altstadt (z. B. Haenleinsgässchen, Weintorstraße, Heugasse), am Fuß des Holzturms und in Teilen der Wallaustraße in der Mainzer Neustadt erkennen.
Das am Holzturm erkennbare ehemalige Bodenniveau entspricht einem Pegelstand von 5,67 m, die Höhe des in der südlichen Altstadt gelegenen Platzes „Graben“ einem Pegelstand von 8,17 m.
Mit dem Bau der Rheinstraße als Hochwasserdamm ab etwa 1886 wurde jedoch die Überschwemmungsgefahr gebannt. Erst bei einem Pegelstand von 8,30 m werden die Schutzmauern am Rheinufer zwischen Winterhafen und Zollhafen sowie die Rheinstraße/Peter-Altmeyer-Allee/Rheinallee überflutet und das Wasser kann ungehindert das bis zu 2 m tiefer liegende Stadtgebiet überschwemmen. Der tiefste Punkt dieses Hochwasserschutzes befindet sich am Schlosstor in Verlängerung der Großen Bleiche.

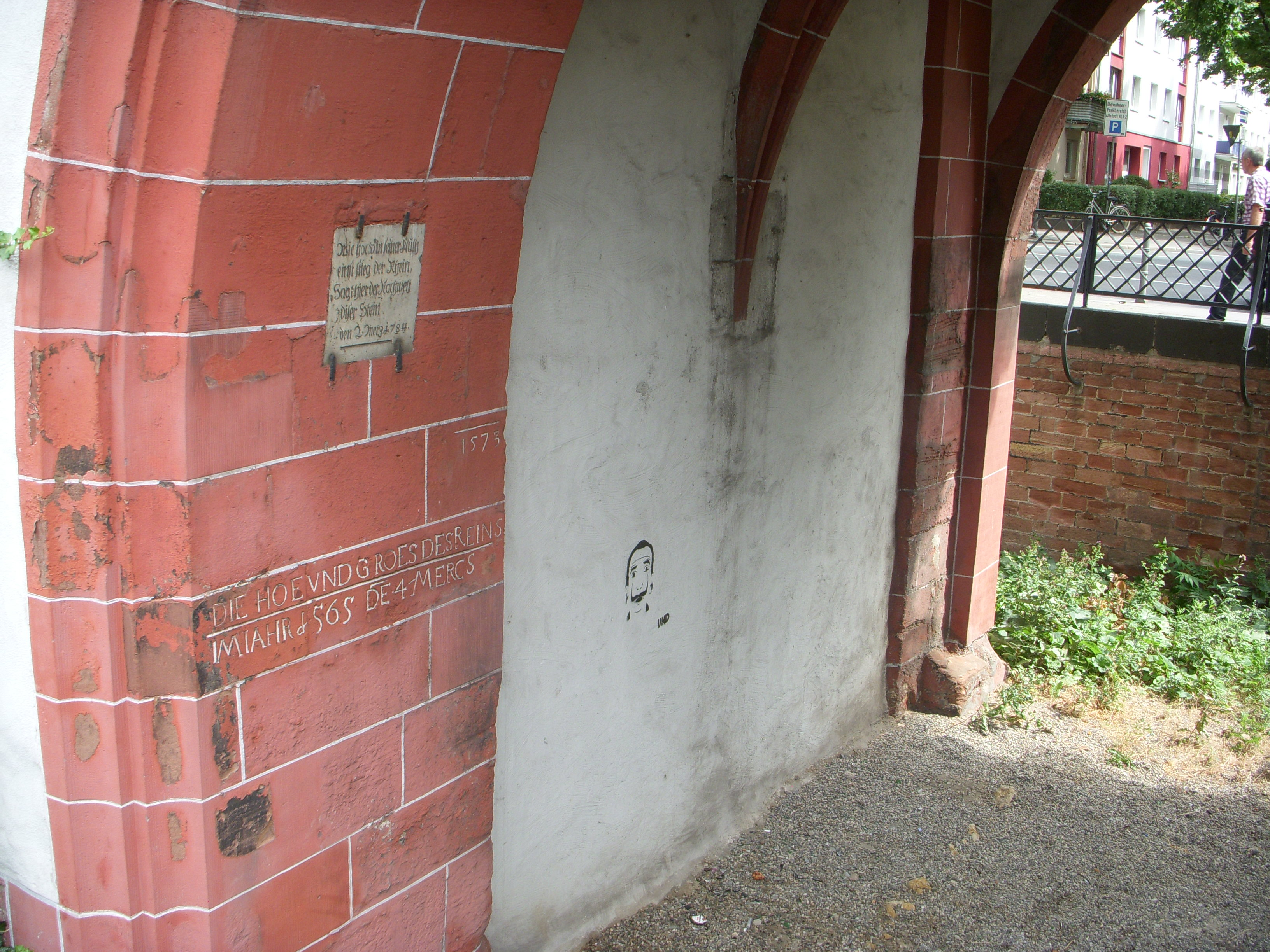
Hochwassermarken im Holzturm, der Boden entspricht einem Pegel von 5,67 m.
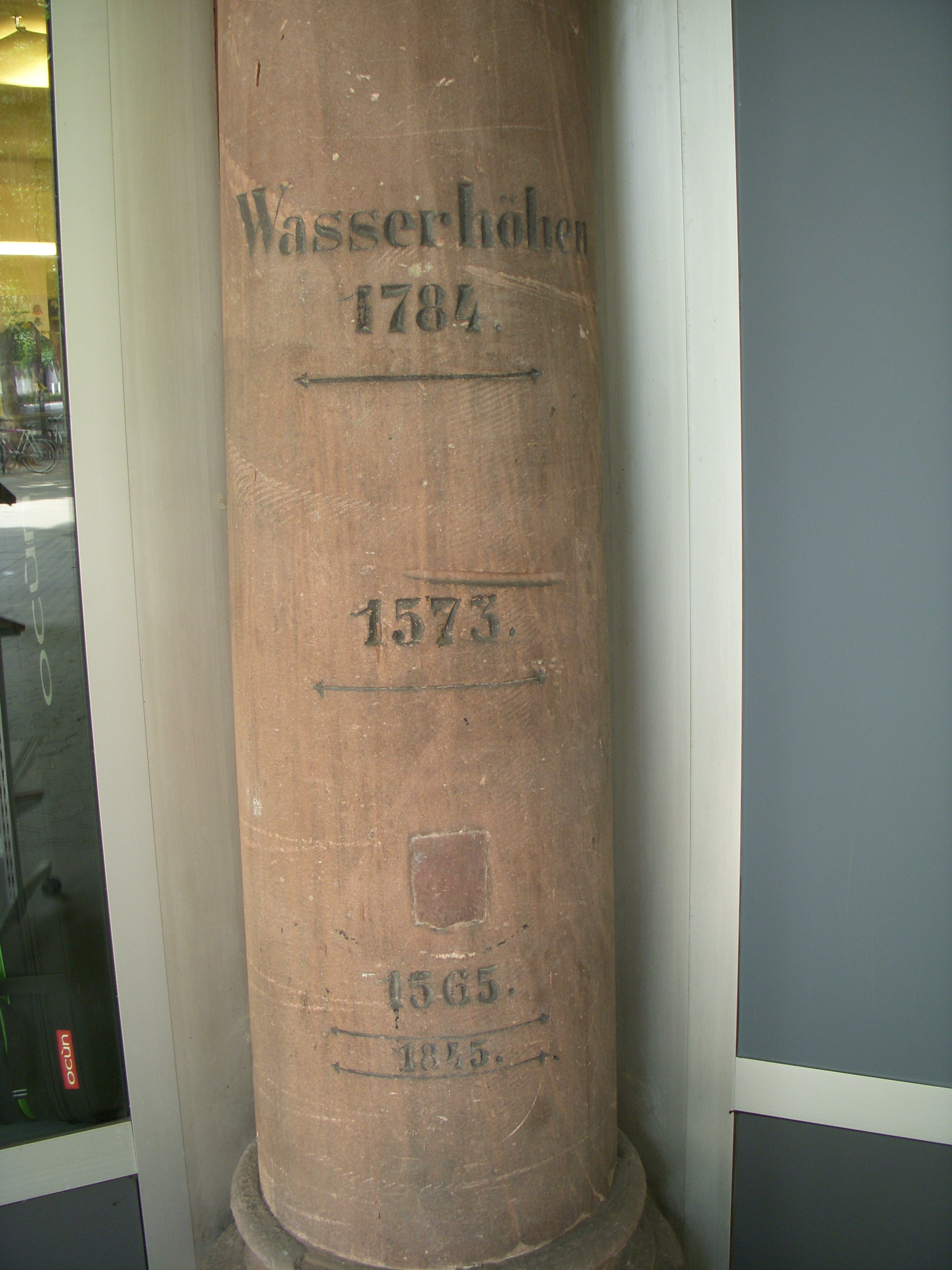
Hochwassermarken Fischtorstraße Ecke Rheinstraße
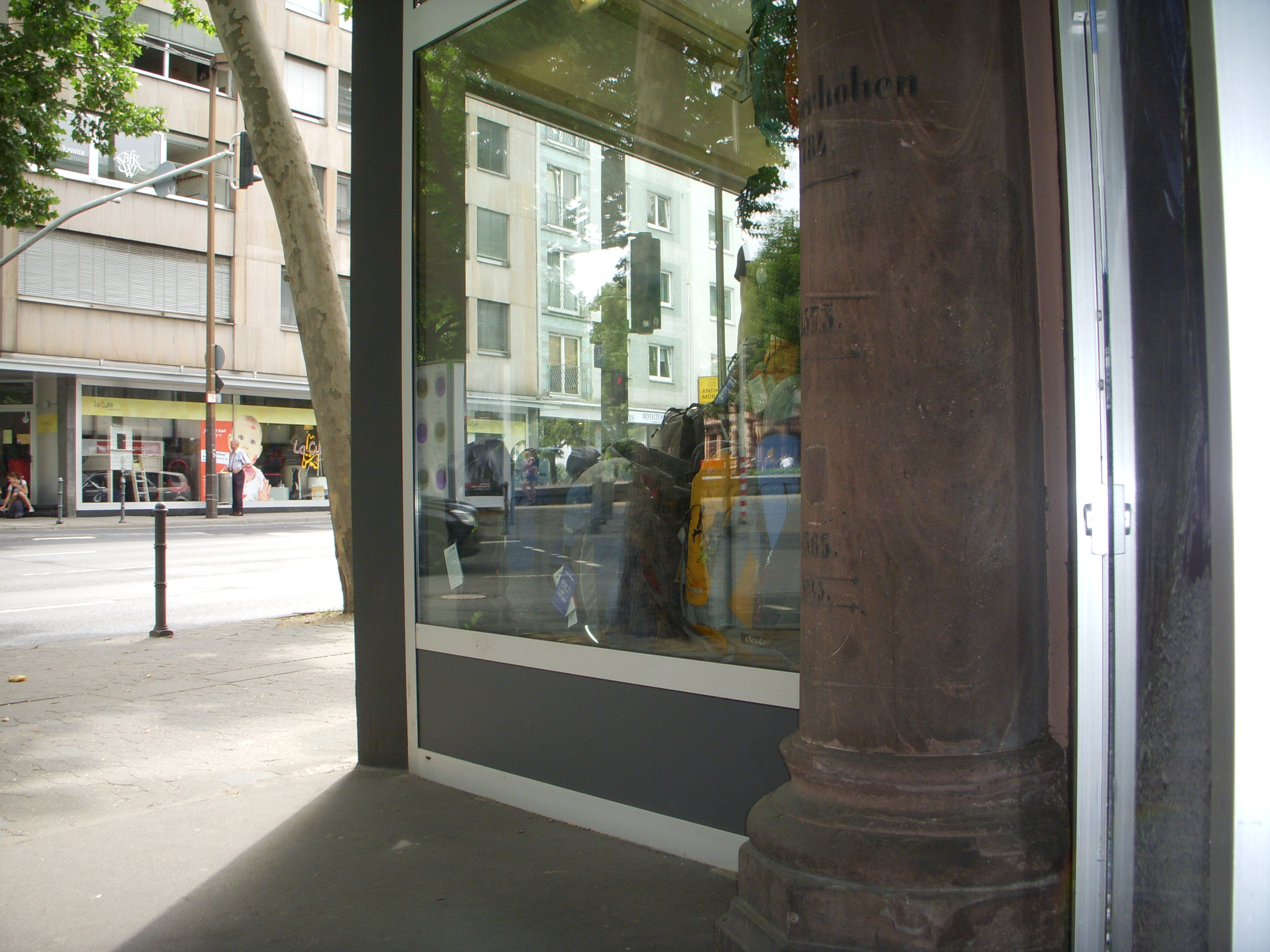
Hochwassermarken Fischtorstraße Ecke Rheinstraße

Deutlich ist zu erkennen, dass die Hochwassermarken aus den Jahren 1565 bis 1845 sowohl in der Fischtorstraße als auch am Holzturm weit über dem Straßenniveau der Rheinstraße (Pegelstand 8,30 m) liegen. Durch die zwischen 1817 und 1876 stromaufwärts von Mainz durchgeführte Rheinregulierung nahmen jedoch diese extremen Hochwasser stark ab.
Am 28. November 1882 stieg der Rhein auf 7,95 m. Das Wasser floss in die Altstadt und in das vorgelagerte Gartenfeld, die heutige Mainzer Neustadt. Rheinstraße, Holzstraße, Löhrstraße, Schlossergasse, Brand und Schlossplatz waren überschwemmt. Im Dezember und Januar folgte ein erneuter Anstieg des Rheins. Der damalige Gouverneur der Festung Mainz, General Wilhelm von Woyna, half mit seinem ihm unterstellten Militär der stark getroffenen Zivilbevölkerung. Als Anerkennung hierfür wurde Woyna zum Ehrenbürger der Stadt Mainz ernannt, außerdem wurde in der Mainzer Neustadt eine Straße nach ihm benannt.
| Meter  | Datum         | Bemerkungen/Quellen                                 |
| ------ | ------------- | --------------------------------------------------- |
| 6,30 m |               | Hochwassermarke II. Schifffahrt wird eingestellt.   |
| 7,93 m | 5. Jan. 1833  | –                                                   |
| 7,95 m | 28. Nov. 1882 | bisher höchstes Hochwasser                          |
| 6,85 m | 8. Feb. 1897  | –                                                   |
| 7,33 m | 16. Jan. 1920 | –                                                   |
| 1,10 m | 2. Nov. 1947  | historischer niedrigster Wasserstand am Pegel Mainz |
| 6,94 m | 18. Jan. 1955 | –                                                   |
| 7,37 m | 27. Feb. 1970 | –                                                   |
| 7,06 m | 13. Apr. 1983 | –                                                   |
| 7,04 m | 29. Mai 1983  | –                                                   |
| 7,70 m | 29. März 1988 | –                                                   |
| 7,03 m | 29. Jan. 1995 | –                                                   |
| 6,49 m | 16. Jan. 2011 | [ 7 ]                                               |
| 6,82 m | 5. Juni 2013  | –                                                   |

In heißen und trockenen Jahren sank der Pegel zum Teil erheblich.
So betrug der historisch niedrigste Wasserstand am Pegel Mainz am 2. November 1947 1,10 m. Am 8. Dezember 1962 zeigte der Pegel nur 1,17 m. Am 22. Oktober 2018 waren es 1,19 m und 2013 1,21 m. Am 15. August 2022 erreichte der Pegel einen Stand von 1,27 m und am 1. Dezember 2011 einen Stand von 1,40 Metern. Am 1. Oktober 2009 wurden 1,57 m gemessen.
Zum Pegel werden in Mainz rund 40 cm Wassertiefe dazugerechnet, abhängig vom aktuellen Gleichwertigen Wasserstand. Damit waren in den genannten Jahren zum Teil nur noch Wassertiefen zwischen ca. 1,50 m und 1,97 m garantiert.
Da voll beladene Frachtschiffe heutzutage Tiefgänge zwischen 2,50 und drei Metern haben, ist eine uneingeschränkte Schifffahrt nur bei Pegelständen zwischen 2,60 m und 4,75 m möglich.